# Saudi-arabische Beachhandball-Nationalmannschaft der Männer
Die saudi-arabische Beachhandball-Nationalmannschaft der Männer repräsentiert den saudi-arabischen Handball-Verband als Auswahlmannschaft auf internationaler Ebene bei Länderspielen im Beachhandball gegen Mannschaften anderer nationaler Verbände.
Ein weibliches Pendant mit der Saudi-arabische Beachhandball-Nationalmannschaft der Frauen ist bislang ebenso wenig ins Leben gerufen worden wie eine Nachwuchs-Nationalmannschaft.

## Geschichte
In Saudi-Arabien ist Beachhandball wenig verbreitet. Bislang wurde überhaupt erst einmal, für die Asienmeisterschaften 2019, eine Nationalmannschaft aufgestellt. Die Mannschaft verlor alle ihre fünf Vorrundenspiele, drei allerdings erst im Shootout. Es folgten zwei Platzierungsspiele, die Saudi-Arabien nun für sich entscheiden konnte und das Turnier als bester Nicht-Viertelfinalist auf dem neunten Platz der 12 teilnehmenden Mannschaft abschloss.

## Teilnahmen
| World Games - 2001: nicht eingeladen - 2005: nicht eingeladen - 2009: nicht qualifiziert - 2013: nicht qualifiziert - 2017: nicht qualifiziert - 2022: nicht qualifiziert World Beach Games - 2019: nicht qualifiziert - 2023: nicht qualifiziert | Weltmeisterschaften - 2004: nicht qualifiziert - 2006: nicht qualifiziert - 2008: nicht qualifiziert - 2010: nicht qualifiziert - 2012: nicht qualifiziert - 2014: nicht qualifiziert - 2016: nicht qualifiziert - 2018: nicht qualifiziert - 2020: nicht qualifiziert - 2022: nicht qualifiziert | Asienmeisterschaften - 2004: keine Teilnahme - 2013: keine Teilnahme - 2015: keine Teilnahme - 2017: keine Teilnahme - 2019: 9. - 2022: keine Teilnahme - 2023: Details | Asian Beach Games - 2008: keine Teilnahme - 2010: keine Teilnahme - 2012: keine Teilnahme - 2014: keine Teilnahme - 2016: keine Teilnahme - 2023: |